# IC 949
IC 949 је спирална галаксија у сазвјежђу Волар која се налази на листи објеката дубоког неба у Индекс каталогу.
Деклинација објекта је + 22° 31' 19" а ректасцензија 13h 52m 16,7s. Привидна величина (магнитуда) објекта IC 949 износи 14,7 а фотографска магнитуда 15,3. IC 949 је још познат и под ознакама UGC 8777, MCG 4-33-15, CGCG 132-26, IRAS 13499+2246, PGC 49265.